# Robert Audemard d'Alançon
Pour les articles homonymes, voir Famille Audemard d'Alançon.
Robert-Jacques Audemard d’Alançon est un général de brigade français, né le 16 novembre 1909 à Remiremont (Vosges) et mort le 2 février 2010 dans le 15e arrondissement de Paris. Il a participé à la bataille de 1939-1940, à la libération de la France, puis aux guerres d'Indochine et d'Algérie. 
En 2009, quelques mois avant sa mort, il est fait grand-croix de la Légion d'honneur. 

## Biographie

### Famille, formation, premières affectations
Robert Audemard d’Alançon entre à Saint-Cyr, promotion Mangin (1929-1931), dont il sort lieutenant. Il sert comme lieutenant au Maroc de 1935 à 1937,.

### Seconde Guerre mondiale
Robert d’Alançon participe à la bataille de France en 1940, où il est fait prisonnier à Thieulloy-L'Abbaye dans la Somme le 6 juin 1940,. Il s’évade pour reprendre le combat au sein du 12e régiment de cuirassiers (2e division blindée du général Leclerc). Il est alors capitaine. Le 23 août 1944, il est blessé sur l’esplanade des Invalides, pendant la libération de Paris. Le 25 novembre 1944, il participe à la prise du fort Ney sous les ordres du colonel Paul de Langlade qui obtient la reddition du général Vaterrodt, gouverneur militaire allemand de Strasbourg, faisant 626 prisonniers.

### Guerres d'Indochine et d'Algérie
Avec le grade de lieutenant-colonel, Robert d’Alançon participe à la guerre d'Indochine en tant que chef de corps du 1er régiment de chasseurs à cheval et est à nouveau grièvement blessé le 15 juillet 1954 : il quitte le Tonkin en avril 1955. Il est ensuite nommé directeur de l'instruction à l'École de cavalerie de Saumur jusqu'en septembre 1958. Puis il participe à la guerre d'Algérie,. Comme chef d’état-major du corps d'armée de Constantine, il assure en particulier le maintien de l'ordre à Constantine au moment des barricades d'Alger, et sera amené à témoigner au procès du général Vanuxem en 1963,.

### À la suite de sa carrière
Il termine sa carrière comme commandant de la 3e brigade blindée (1re division blindée), à Wittlich en Allemagne. Après sa retraite, il est le délégué général de l’association des parents pour la promotion de l’enseignement supérieur libre (APPESL), qui devient plus tard l’association pour la promotion de l’enseignement supérieur libre, fondée en 1967 et présidée par Aimé Aubert.
Il est fait Grand-croix de la Légion d'honneur par un décret du 6 novembre 2009. Il meurt centenaire l’année suivante, le 2 février 2010, à Paris.

## Distinctions
- Grand-croix de la Légion d'honneur
- Croix de guerre 1939–1945
- Croix de guerre des Théâtres d'opérations extérieurs
- Croix de la Valeur militaire
- Médaille des évadés
- Médaille coloniale
- Insigne des blessés militaires

## Famille
Il est le petit-fils de Frédéric Audemard d'Alançon (1824-1897), contrôleur général des armées de première classe et le fils de Marcel Éric Audemard d'Alançon (1874-1917), lieutenant-colonel et aide de camp du général Nivelle, marié à Hélène Saska. Ses frères Marcel et Éric ont suivi également une carrière militaire. Il épouse le 3 avril 1934 Madeleine Didierjean, dernière fille du commandant Charles Didierjean, mort pour la France en 1914.